# Pablo Abitia
Pablo Abitia (Guadalajara, Jalisco, 26 de julio de 1975). Es actor de teatro, cine, televisión. También se desempeña como maestro de actuación.  

## Trayectoria
Los inicios de su carrera se dan en el Instituto Cultural Cabañas. Años más tarde se muda a la Ciudad de México, donde trabaja en distintos proyectos de teatro, cine y televisión.
Ha trabajado en series de televisión como: El gallo de oro (serie de televisión), ZeroZeroZero, El Mariachi, Pancho Villa: El Centauro del Norte, entre otras; y en películas como Minezota y Cinco de mayo: La batalla. Algunas de las obras en las que ha participado son: "Lluvia implacable/A Steady Rain", "Hamlet", "Deshuasadero al Crepúsculo", "El último piso", "El Ensayo", entre otras. Codirector y actor en la obra teatral "La Historia del Elefante", del dramaturgo Luis Enrique Gutiérrez Ortiz Monasterio (LEGOM).

## Series de televisión
- El gallo de oro (2023)
- Pancho Villa: El Centauro del Norte (2023)
- Dale Gas (2022)
- El candidato (serie de televisión) (2020)
- ZeroZeroZero (2019)
- La querida del Centauro (2016-2017)
- El Mariachi (serie) (2014)[1]
- El equipo (2011)
- Bienes raíces (2010-2011)

## Filmografía
- Minezota[2] (2023)
- Emboscada (2022)
- Monstruosamente Solo (2020)
- El tamaño sí importa (2016)
- Uno (2013)
- Sarcófago (2013)
- Cinco de mayo: La batalla (2013)[3]
- Habitáculo de cristal (2011)
- Crónicas chilangas (2009)
- Llamando a un ángel (2008)[4]
- 6:00 P.M. (2007)
- Volemos tomados de la mano (2005)
- Exadom (2005)
- Los torcidos (2005)
- Nadie escucha (2002)
- Ajos y cebollas (1999)

## Telenovelas
- El encanto del águila (2011)
- Cara o cruz (telenovela) (2001)
- La culpa (telenovela) (1996)

## Teatro
- "Lluvia implacable/A Steady Rain"[5]
- "La Historia del Elefante"
- "Hamlet"
- "Deshuasadero al Crepúsculo"
- "El último piso"
- "El Cántaro Roto"
- "Moliére"
- "Relaciones peligrosas"
- "Instrucciones para usar Minifalda"
- "El Ensayo"